# Dla ciebie tańczę
Dla ciebie tańczę (ang. Reckless) – amerykański musical filmowy z 1935 roku w reżyserii Victora Fleminga.

## Obsada
- Jean Harlow jako Mona Leslie
- William Powell jako Ned Riley
- Franchot Tone jako Robert Harrison Jr.
- May Robson jako 'Granny' Leslie
- Ted Healy jako Smiley
- Nat Pendleton jako Blossom
- Rosalind Russell jako Josephine 'Jo' Mercer
- Henry Stephenson jako Colonel Harrison Sr.
- Nina Mae McKinney jako Specialty Singer
- Man Mountain Dean jako on sam